# Anechura bipunctata
Anechura bipunctata је инсект који припада реду ухолажа - Dermaptera и породици Forficulidae.

## Распрострањење
Ова планинска врста ухолаже је распрострањена од Централног Медитерана и Централне Европе до Централне Азије и обично се јавља на високим надморским висинама. У Србији није поуздано њено присуство, иако постоје подаци са територије Аутономне покрајине Косово. У сваком случају у Србији постоје адекватна станишта ове врсте, тако да су неопходна додатна истраживања ради потврде ових налаза.

## Опис
Величина овог инсеката варира од 15 до 20 мм укључујући и церке. A. bipunctata је крилата врста црног тела са жутом ознаком на надкрилцима. Глава, ноге и ивице пронотума су жућкасто наранџасте боје. Антене имају 9-12 сегмената. Пронотум је шири од дужине. Код мужјака церци су двоструко закривљени. Ларве су црне боје.

## Синоними
- Anechura asiatic Semenov, 1903
- Anechura asiatica Semenov, 1903
- Anechura orientalis Krauss, 1900
- Anechura orientalis Semenov, 1901
- Chelidura anthracina Kolenati, 1846
- Forficula biguttata Fabricius, 1793
- Forficula bipunctata Fabricius, 1781
- Forficula fabricii Fieber, 1853